# Changshan Shuiku (reservoar i Kina, Anhui)
Changshan Shuiku är en reservoar i Kina. Den ligger i provinsen Anhui, i den östra delen av landet, omkring 65 kilometer öster om provinshuvudstaden Hefei. Changshan Shuiku ligger 24 meter över havet. Arean är 3,9 kvadratkilometer. Trakten runt Changshan Shuiku består till största delen av jordbruksmark. Den sträcker sig 2,9 kilometer i nord-sydlig riktning, och 2,6 kilometer i öst-västlig riktning.
Genomsnittlig årsnederbörd är 1 293 millimeter. Den regnigaste månaden är juli, med i genomsnitt 225 mm nederbörd, och den torraste är december, med 39 mm nederbörd.